# Ёрмунганд

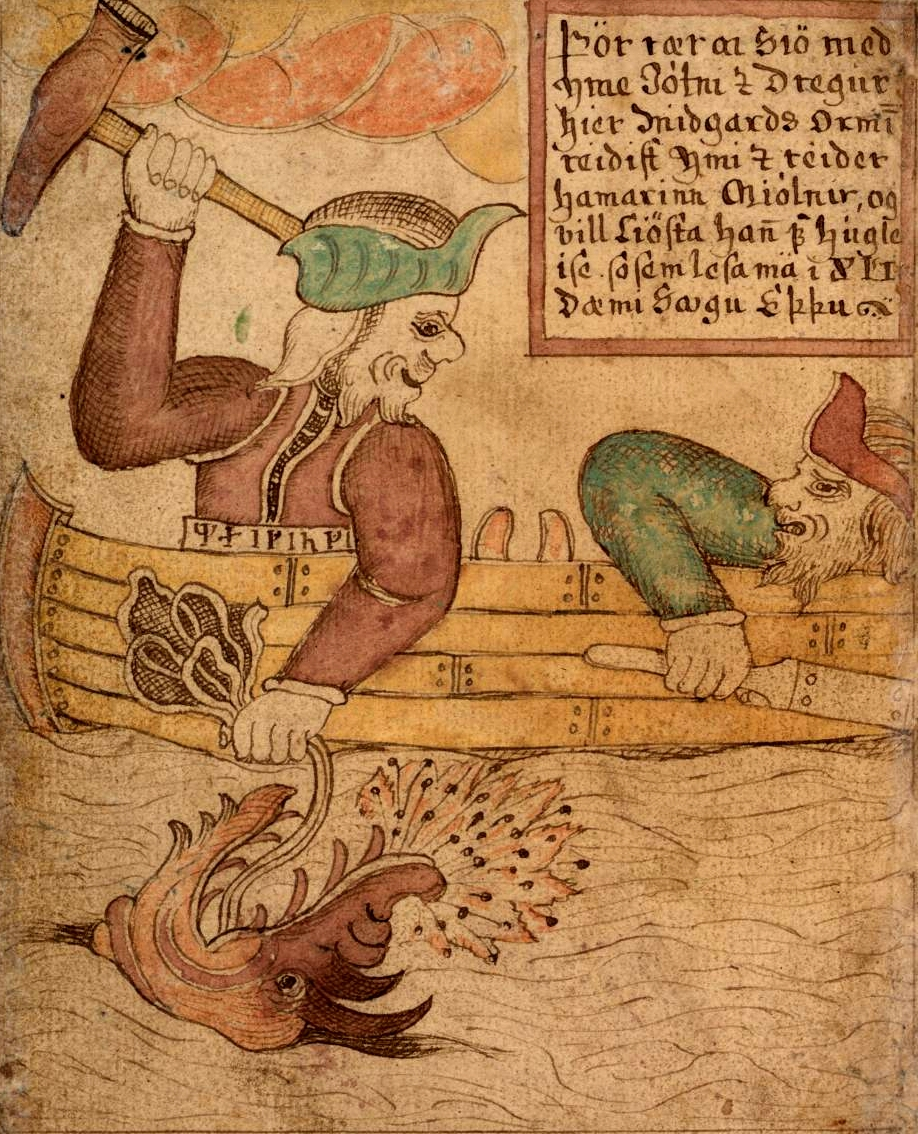
Тор пытается поймать Мирового Змея. Исландский манускрипт XVII века

Ёрмунганд (Йормунганд, др.-сканд. Jörmungandr, ['jɔ̃rmoŋgɑndr] — «огромное чудовище»), также известен как Мидгардсорм (др.-сканд. Miðgarðsormr — «змей Мидгарда», «Мировой Змей»), представляет собой морского змея из скандинавской мифологии. Он является вторым сыном Локи и великанши Ангрбоды и представляет собой аналог греческого уробороса.
Согласно «Младшей Эдде», Один забрал у Локи троих детей — Фенрира, Хель и Ёрмунганда, которого бросил в окружающий Мидгард океан. Змей вырос таким огромным, что опоясал всю Землю и вцепился в свой собственный хвост. За это Ёрмунганд получил прозвище «Змей Мидгарда» или «Мировой змей». В соответствии с мифологическими источниками, в финальной битве богов с чудовищами (Рагнарёк) Мидгардсорм и Тор, будучи вечными противниками, уничтожат друг друга.

## Мифы
Сохранилось три мифа, описывающих встречи Тора и Ёрмунганда в скандинавской мифологии.

### «Поднять кошку»
Впервые Тор встретил Змея в образе гигантского кота, в которого его превратил Утгарда-Локи. Одним из заданий, полученных Тором от Утгарда-Локи, было поднять кошку. Разумеется, Тор не смог поднять чудовище целиком. Всё, что ему удалось, это заставить мнимую кошку оторвать одну лапу от пола. Однако даже это Утгарда-Локи назвал величайшим деянием, когда раскрыл обман.
Это сказание встречается только в «Младшей Эдде».

### «Рыбалка Тора»
Следующая встреча произошла, когда Тор отправился на рыбалку с великаном Гимиром. Великан не хотел брать с собой Аса, отказывался предоставить Тору наживку для рыбы и не хотел грести. Тогда Тор убил самого большого быка из стада Гимира, взял в качестве приманки бычью голову и сказал, что сам сядет на вёсла. Гимиру пришлось взять Тора с собой в море.
Через какое-то время Гимир сказал, что они заплыли достаточно далеко и плыть дальше становится опасно из-за Мирового Змея, но Тор продолжал грести. Гимир был очень этим недоволен, и вот Тор, наконец, остановился.

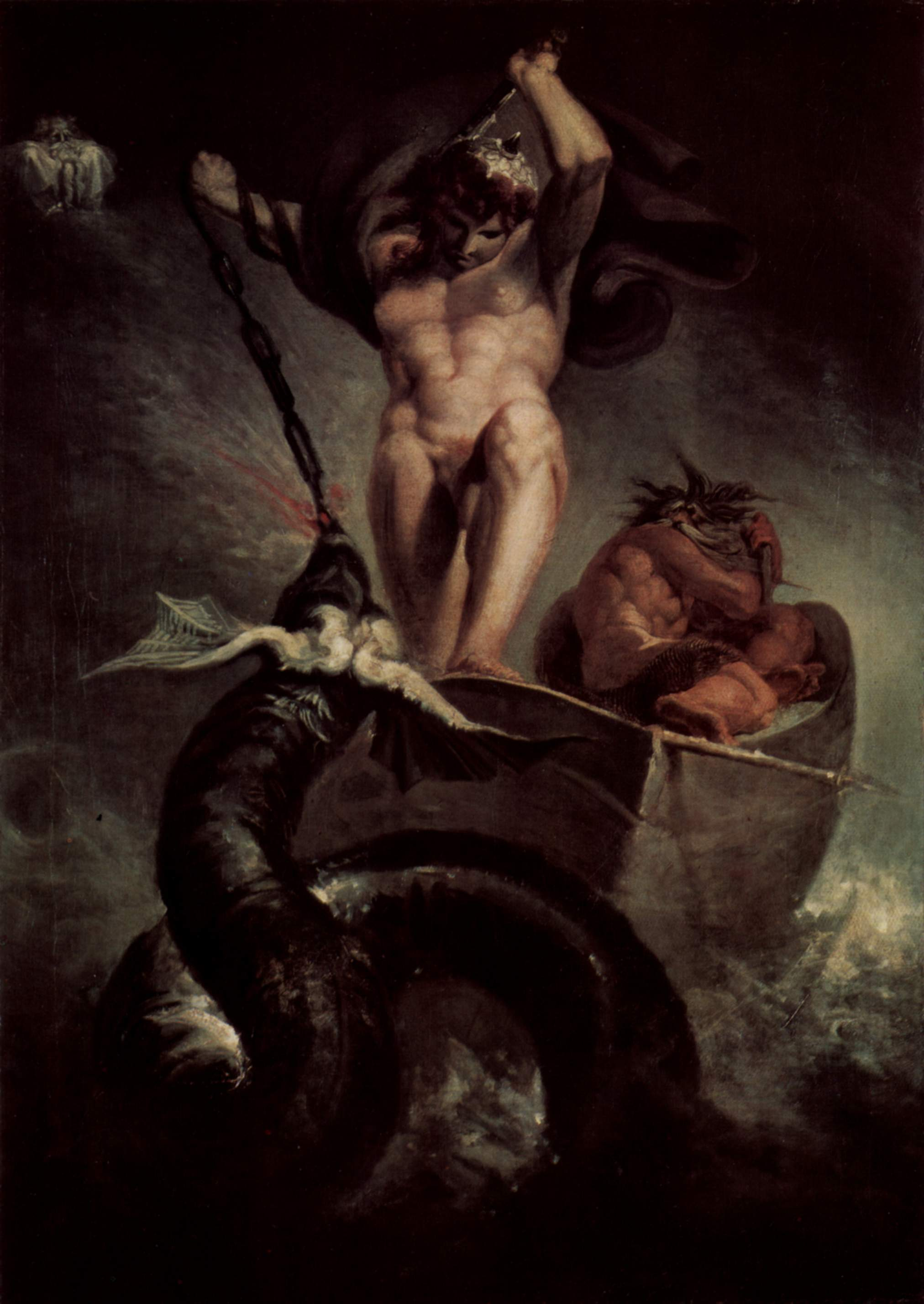
Тор сражается с мировым змеем, Генри Фусли, 1788

Тор приготовил крепкую леску и большой крючок, на который насадил бычью голову — и Ёрмунганд попался на приманку. Почувствовав, как крючок впился в нёбо, Мидгардсорм рванулся так, что кулаки Тора ударились о борт лодки. Тор приготовился к долгой борьбе, но дно лодки не выдержало и проломилось. Тогда Тор уперся ногами прямо в морское дно и подтащил Мирового Змея к самому борту. Ас и Мировой Змей смотрели друг на друга с ненавистью, и яд капал из пасти Ёрмунганда.
Тор хотел уже было убить Змея своим молотом, но Гимир перерезал леску, протянувшуюся через борт лодки, и Змей погрузился в море. Тор пустил Мьёллнир вслед Змею и, говорят, даже размозжил ему голову. Но всё-таки Змей и по сей день жив и лежит на дне моря.
Миф об этой встрече очень популярен в древнескандинавском искусстве.

### «Последняя битва»
Их последняя встреча произойдёт в Рагнарёк, когда Ёрмунганд выйдет из океана и отравит небо. Тор снесёт Ёрмунганду голову, но успеет отойти лишь на девять шагов — поток яда из пасти мёртвого чудовища убьёт его.